# شعار توفالو
الشعار الوطني لتوفالو هو درع ذو إطار ذهبي، وهو مزين بنمط مكون من ثماني قذائف ميتري وثماني أوراق موز. يظهر الدرع نفسه مانيبيا تحت سماء زرقاء على أرضية خضراء. تحت الأرض توجد صور منمنمة باللون الأزرق والذهبي لأمواج المحيط. تمت الموافقة على شعار النبالة من قبل كلية الأسلحة وتم منحه بموجب أمر ملكي في 3 ديسمبر 1976م.
شعار توفالو مو تي أتوا ، توفالو هو «توفالو للقدير». هذا بالإضافة إلى أنه بمثابة عنوان للنشيد الوطني لتوفالو.

## التاريخ
ظهر الشعار الوطني لتوفالو على العلم الوطني لتوفالو في 1995-1996 ولكن التصميم الذي تم تقديمه في تلك السنوات أثبت أنه لا يحظى بشعبية.

أعيد العلم القديم الذي يحمل علم الاتحاد البريطاني في الكانتون وبدون الشعار الوطني التوفالي. لا يزال الشعار الوطني بارزًا على علم دولة توفالو 

العلم الاستعماري لتوفالو ، وعليه شعار النبالة
تميز علم 1995-1997 بشعار نبالة مختلف قليلاً
علم الدولة الحالي لتوفالو

## أنظر أيضا
- علم توفالو # الأعلام التاريخية
- بوابة Tuvalu</img> توفالو منفذ